# Hubošovce
Hubošovce est un village de Slovaquie situé dans la région de Prešov.

## Histoire
Première mention écrite du village en 1435.

## Démographie

### Évolution de la population
| Année:               | 1994. | 2004.   | 2014.    | 2024.   |
| -------------------- | ----- | ------- | -------- | ------- |
| Nombre de personnes: | 409   | 421     | 512      | 535     |
| Différence:          |       | +2,93 % | +21,61 % | +4,49 % |

| Année:               | 2023. | 2024.   |
| -------------------- | ----- | ------- |
| Nombre de personnes: | 523   | 535     |
| Différence:          |       | +2,29 % |